# Boris Kroyt
Boris Kroyt (in russo Борис Кройт?, Boris Krojt; Odessa, 23 giugno 1897 – New York, 15 novembre 1969) è stato un violista e violinista ucraino naturalizzato statunitense.

## Biografia
Ha iniziato gli studi di violino presso l'Accademia Reale nella sua città natale (1906-1908). Esordì come violinista all'età di nove anni. Dotato di talento prodigioso, diede un concerto accompagnato dalla Filarmonica di quella città. A 10 anni fu trasferito a Berlino dal 1908 al 1912 e iscritto nel Conservatorio Stern. Fu allievo di Alex Friedemann, Paul Yuon, Wilhelm Klatte e Wladimir Metzl. All'età di 12 anni fece il suo debutto come violista. Da questo periodo risalgono le sue prestazioni con numerose orchestre in Europa. Fa anche parte dei seguenti quartetti: il Friedemann (1915-1918), il Kroytz (1924-1926), il Guarneri (1926-1933) e il Budapest String Quartet (1936) e di un trio con Karol Schroeter e Arnold Fёldeshi.

## Stati Uniti
In questo ultimo anno si trasferì negli Stati Uniti, un paese la cui nazionalità assunse nel 1944. La sua attività si sviluppò in Europa e negli Stati Uniti, Giappone, Australia, Porto Rico, Venezuela. All'Università di Buffalo dal 1962, è stato professore di violino, viola e musica da camera. Ha vinto la medaglia d'oro e la medaglia Gustav Hollaender di Israele ed è stato membro onorario dell'Orchestra di Filadelfia. La partecipazione al quartetto è stata alla base delle attività musicali di Kroyt, ma ha lasciato musica da camera, e una serie di altre registrazioni, in particolare con il pianista Artur Balsam.